# Arnières-sur-Iton
Arnières-sur-Iton település Franciaországban, Eure megyében. Lakosainak száma 1651 fő (2022. január 1.). Arnières-sur-Iton Angerville-la-Campagne, Aulnay-sur-Iton, Les Baux-Sainte-Croix, Évreux, Saint-Sébastien-de-Morsent és Les Ventes községekkel határos.

## Népesség
A település népességének változása:
| Lakosok száma | 1132 | 1443 | 1571 | 1628 | 1565 | 1601 | 1682 | 1676 | 1667 | 1651 |
|               | 1968 | 1982 | 1990 | 2006 | 2013 | 2015 | 2017 | 2019 | 2020 | 2022 |